# 英国教友会
英国教友会，又譯英國公誼會，是一个隸屬貴格會（又稱公誼會或教友會）的英国宗教组织，1927年由教友会国际协会和国际服务教友理事会合并而成。教友会的历史可追溯至17世纪，主张全人类平等、博爱，主张废除奴隶制，曾促成英国当局在1807年和1833年分别废除了贩卖奴隶的制度和条款。1822年的希腊独立战争中教友会就已参与难民救济，1847-1848年又发放物资赈济爱尔兰饥荒中的难民。后来教友会的工作扩散至德国、法国、荷兰、波兰、俄国、奥地利、希腊、爱尔兰、英国，中东、印度、中国、西北欧和南非，在历次战争中都发挥了一定的影响。
教友会曾多次促成交战国家释放遣返战俘，并处理善后问题。他们强调自救原则，比如鼓励一些法国残疾人办工厂解决生机。第二次世界大战中，印度的不少农民迁往加尔各答，教友会劝他们返回，以编织业来为生。英国教友在世界各地有许多活动中心，举办各种文化活动，並办有国际教友会学院。1947年因“对他人的同情以及帮助他们的愿望”与美国教友会同获诺贝尔和平奖。